# Arabia Saudyjska na Letnich Igrzyskach Olimpijskich 1996
Arabię Saudyjską na Letnich Igrzyskach Olimpijskich 1996 reprezentowało 32 zawodników, którymi byli wyłącznie mężczyźni. Był to szósty start reprezentacji Arabii Saudyjskiej na letnich igrzyskach olimpijskich.

## Reprezentanci

### Jeździectwo
| Zawodnik                                     | Koń              | Konkurencja         | Kwalifikacje | Kwalifikacje | Kwalifikacje | Kwalifikacje | Kwalifikacje | Kwalifikacje  | Kwalifikacje  | Kwalifikacje  | Kwalifikacje  | Finał   | Finał   | Finał   | Finał   | Finał   | Razem | Razem |
| Zawodnik                                     | Koń              | Konkurencja         | Runda 1      | Runda 1      | Runda 2      | Runda 2      | Runda 2      | Runda 3       | Runda 3       | Runda 3       | Poz.          | Runda A | Runda A | Runda B | Runda B | Runda B | Razem | Razem |
| Zawodnik                                     | Koń              | Konkurencja         | Błędy        | Poz.         | Błędy        | Razem        | Poz.         | Błędy         | Razem         | Poz.          | Poz.          | Błędy   | Poz.    | Błędy   | Poz.    | Błędy   | Poz.  |       |
| -------------------------------------------- | ---------------- | ------------------- | ------------ | ------------ | ------------ | ------------ | ------------ | ------------- | ------------- | ------------- | ------------- | ------- | ------- | ------- | ------- | ------- | ----- | ----- |
| Khaled Al-Eid                                | Eastern Knight   | Skoki indywidualnie | 8,25         | 51.          | 8,5          | 16,75        | 39.          | 8,0           | 24,75         | 30.           | 44.           | NQ      | NQ      | NQ      | NQ      | NQ      | NQ    |       |
| Kamal Bahamdan                               | Missouri         | Skoki indywidualnie | 8,00         | 41.          | 24,25        | 32,25        | 69.          | Wyeliminowany | Wyeliminowany | Wyeliminowany | Wyeliminowany | NQ      | NQ      | NQ      | NQ      | NQ      | NQ    |       |
| Ramzy Al Duhami                              | Let's Talk About | Skoki indywidualnie | 1,5          | 12.          | 5,0          | 6,5          | 24.          | 16,75         | 23,25         | 62.           | 39.           | NQ      | NQ      | NQ      | NQ      | NQ      | NQ    |       |
| Khaled Al-Eid Kamal Bahamdan Ramzy Al Duhami | Patrz wyżej      | Skoki drużynowo     | 37,75        | 16.          | 82,25        | 18.          | —            | —             | —             | —             | —             | —       | —       | —       | —       | 120,0   | 18.   |       |

### Lekkoatletyka
| Zawodnik                                                                        | Konkurencja                 | Eliminacje | Eliminacje | Ćwierćfinał | Ćwierćfinał | Półfinał | Półfinał | Finał | Finał   |
| Zawodnik                                                                        | Konkurencja                 | Wynik      | Miejsce    | Wynik       | Miejsce     | Wynik    | Miejsce  | Wynik | Miejsce |
| ------------------------------------------------------------------------------- | --------------------------- | ---------- | ---------- | ----------- | ----------- | -------- | -------- | ----- | ------- |
| Jamal Al-Saffar                                                                 | 100 m                       | 10,44      | 46.        | NQ          | NQ          | NQ       | NQ       | NQ    | NQ      |
| Mohamed Hamed Al-Bishi                                                          | 400 m                       | 46,82      | 44.        | NQ          | NQ          | NQ       | NQ       | NQ    | NQ      |
| Alyan Al-Qahtani                                                                | 10 000 m                    | 28:22,35   | 15. Q      | —           | —           | —        | —        | DNF   | DNF     |
| Hadi Soua’an Al-Somaily                                                         | 400 m przez płotki          | 49,94      | 35.        | N/A         | N/A         | NQ       | NQ       | NQ    | NQ      |
| Ibrahim Al-Asiri Yahya                                                          | 3000 m przez z przeszkodami | 8:46,37    | 31.        | N/A         | N/A         | NQ       | NQ       | NQ    | NQ      |
| Saleh Al-Saydan Mohamed Hamed Al-Bishi Hashim Al-Sharfa Hadi Soua’an Al-Somaily | sztafeta 4 × 400 m          | 3:04,67    | 15. q      | N/A         | N/A         | 3:05,18  | 15.      | NQ    | NQ      |

Konkurencje techniczne
| Zawodnik               | Konkurencja    | Kwalifikacje | Kwalifikacje | Finał | Finał   |
| Zawodnik               | Konkurencja    | Wynik        | Miejsce      | Wynik | Miejsce |
| ---------------------- | -------------- | ------------ | ------------ | ----- | ------- |
| Salem Mouled Al-Ahmadi | trójskok       | 15,30        | 25.          | NQ    | NQ      |
| Khaled Al-Khalidi      | pchnięcie kulą | 18,22        | 29.          | NQ    | NQ      |

### Piłka nożna
- Reprezentacja mężczyzn

Trener:  Ivo Wortmann
| - Hussein Al-Sadiq - Mohammed Al-Jahani - Abdullah Al-Waked - Mohammed Al-Khilaiwi - Abdullah Zubromawi - Fuad Amin - Khamis Al-Zahrani - Hussein Sulaimani - Hamzah Idris |  | - Ibrahim Al-Harbi - Obeid Al-Dosari - Khalid Al-Rashaid - Hussain Al-Masaari - Abdullah Al-Garni - Abdul Aziz Al-Marzoug - Khamis Al-Owairan - Rashed Al-Mugren - Rahman Abdul Sifeen |

Grupa B
| Zespół           | Pkt | M | W | R | P | Br+ | Br− | +/− |
| ---------------- | --- | - | - | - | - | --- | --- | --- |
| Francja          | 7   | 3 | 2 | 1 | 0 | 5   | 2   | +3  |
| Hiszpania        | 7   | 3 | 2 | 1 | 0 | 5   | 3   | +2  |
| Australia        | 3   | 3 | 0 | 1 | 2 | 4   | 6   | -2  |
| Arabia Saudyjska | 0   | 3 | 0 | 0 | 3 | 2   | 5   | -3  |

Wyniki
| 20 lipca 1996 18:30 | Brazylia · Óscar García 80' | 1:0(0:0)Raport | Arabia Saudyjska | Florida Citrus Bowl Stadium, Orlando Widzów: 28 774 Sędzia: Pierluigi Collina |
|                     |                             |                |                  |                                                                               |

| 22 lipca 1996 19:00 | Australia · Peter Tsekenis 11' · Mark Viduka 63' | 2:1(1:1)Raport | Arabia Saudyjska · 37' Mohammed Al-Khilaiwi | Miami Orange Bowl, Miami Widzów: 5 997 Sędzia: Esfandiar Baharmast |
|                     |                                                  |                |                                             |                                                                    |

| 24 lipca 1996 19:00 | Francja · Florian Maurice 20' (k) · Antoine Sibierski 49' | 2:1(1:1)Raport | Arabia Saudyjska · 26' Fuad Amin | Miami Orange Bowl, Miami Widzów: 4 615 Sędzia: Benito Archundia |
|                     |                                                           |                |                                  |                                                                 |

### Podnoszenie ciężarów
| Zawodnik          | Konkurencja | Rwanie   | Rwanie  | Podrzut | Podrzut | Razem    | Pozycja |
| Zawodnik          | Konkurencja | Wynik    | Pozycja | Wynik   | Pozycja | Razem    | Pozycja |
| ----------------- | ----------- | -------- | ------- | ------- | ------- | -------- | ------- |
| Bonayan Al-Dosari | 59 kg       | 102,5 kg | 15.     | 125 kg  | 15.     | 227,5 kg | 15.     |

### Strzelectwo
| Zawodnik         | Konkurencja | Kwalifikacje | Kwalifikacje | Finał | Finał   |
| Zawodnik         | Konkurencja | Wynik        | Pozycja      | Wynik | Pozycja |
| ---------------- | ----------- | ------------ | ------------ | ----- | ------- |
| Sayed Al-Mutairi | skeet       | 117          | 32.          | NQ    | NQ      |